# Chiles kommunistiska parti

Kommunistpartiets symbol.

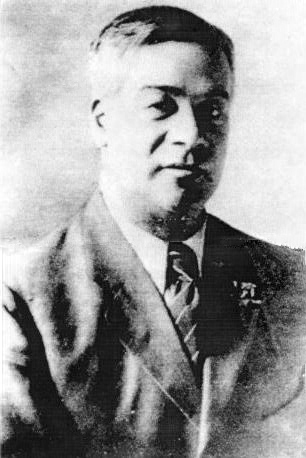
Luis Emilio Recabarren,grundare av Partido Comunista de Chile.

Chiles kommunistiska parti (Partido Comunista de Chile, förkort. PCCh) är ett kommunistiskt parti i Chile. 
PCCh ingick i Salvador Allendes regeringskoalition (Unidad Popular) 1970-1973. Partiet förbjöds under Pinochet-årens diktatur.
Partiet har i dag runt 5 procent av väljarstödet, och saknade parlamentarisk representation fram till 2010, då man kom in genom en valpakt med centervänstern. PCCh har en avdelning i Sverige.